# Ungheni (Argeș)
Pour les articles homonymes, voir Ungheni.
Ungheni est une commune du județ d'Argeș en Roumanie.